# Acantholimon tianschanicum
Acantholimon tianschanicum är en triftväxtart som beskrevs av Ekaterina Georgiewna Czerniakowska. Acantholimon tianschanicum ingår i släktet Acantholimon och familjen triftväxter. Inga underarter finns listade i Catalogue of Life.